# Abélia
Abélia (em armênio: Աբեղեանք; romaniz.: Abełeank’[a]), cujo nome pode estar relacionado ao urartiano Abilianique (Abilianiḫe), segundo a Geografia de Ananias de Siracena (século VII), foi um gavar (cantão) da província de Airarate, no Reino da Armênia. Originalmente fazia parte do distrito de Arsarúnia. Estava situado na margem esquerda do rio Araxes e estendia-se até os montes Mecraque, na região em torno de Mejencerta (atual Incaia). Ocupava uma área de mil quilômetros quadrados. Pertenceu aos Abelianos, uma das famílias nobres (nacarares) da Armênia. Em 591, com a concessão de vastas porções da Armênia ao imperador Maurício (r. 582–602) pelo xainxá Cosroes II (r. 590–628), foi incorporado na recém-fundada província da Armênia Inferior.